# Japan Open Tennis Championships 1997
Il Japan Open Tennis Championships 1997 è stato un torneo di tennis giocato sul cemento.
È stata la 25ª edizione del Japan Open Tennis Championships, che fa parte della categoria Championship Series nell'ambito dell'ATP Tour 1997 
e della Tier III nell'ambito del WTA Tour 1997.
Sia il torneo maschile che quello femminile si sono giocati all'Ariake Coliseum di Tokyo in Giappone, 
dal 14 al 21 aprile 1997.

## Campioni

### Singolare maschile
Richard Krajicek contro  Lionel Roux con il punteggio di 6–2, 3–6, 6–1

### Singolare femminile
Ai Sugiyama contro  Amy Frazier con il punteggio di 4–6, 6–4, 6–4

### Doppio maschile
Martin Damm /  Daniel Vacek contro  Justin Gimelstob /  Patrick Rafter con il punteggio di 2–6, 6–2, 7–6

### Doppio femminile
Alexia Dechaume-Balleret /  Rika Hiraki contro  Kerry-Anne Guse /  Corina Morariu con il punteggio di 6–4, 6–2